# Platythyrea angusta
Platythyrea angusta är en myrart som beskrevs av Auguste-Henri Forel 1901. Platythyrea angusta ingår i släktet Platythyrea och familjen myror. Inga underarter finns listade i Catalogue of Life.